# Partito della Società Democratica
Il Partito della Società Democratica (in turco Demokratik Toplum Partisi, DTP) è stato un partito politico turco, fondato nel 2005 da attivisti curdi. È stato affiliato al Partito del Socialismo Europeo, prima di essere stato sciolto dalla Corte costituzionale turca.

## Storia
Il DTP fu fondato nel 2005, nato dall'unione con il Movimento della Società Democratica (in turco Demokratik Toplum Hareketi), con l'obiettivo politico principale di giungere a una democratizzazione dello stato e della società. Il programma del partito introdusse anche questioni come l'uguaglianza di genere e l'emancipazione della donna, la sostenibilità e la protezione e conservazione dell'ambiente.
L'impatto delle questioni di genere sulle politiche del partito si concretizzò nella scelta di affidarsi a due co-leader di sesso opposto, Aysel Tuğluk e Ahmet Türk, e di riservare alle donne almeno il 40% delle posizioni.
Türk divenne il solo leader del partito quando una sentenza della Commissione elettorale suprema pose fine al sistema di co-presidenza inaugurato dal partito. Al termine del I congresso straordinario del partito, nel febbraio 2007, il suo posto fu preso da Nurettin Demirtaş.
Alle elezioni parlamentari del 2007 il DTP riuscì a ottenere 22 seggi alla Grande Assemblea Nazionale. Per ovviare a una soglia di sbarramento al 10% che costituiva un grosso ostacolo per i partiti minori, i candidati del Partito della Società Democratica si presentarono in quell'occasione come indipendenti. A sostenerli l'alleanza elettorale Mille Speranze (Bin Umut Adayları), formata insieme ad altri partiti della sinistra (EMEP, ÖDP, SDP) e a gruppi della società civile. Dopo 13 anni di assenza la componente filo-curda tornò a sedersi nei banchi dell'opposizione. Ventuno parlamentari andarono a formare il gruppo parlamentare del DTP.
Nel luglio 2008, il secondo congresso generale restituì a Türk la presidenza. Demirtaş aveva dato le dimissioni in aprile, dopo essere stato messo sotto accusa per avere mentito allo scopo di evitare la leva militare.
Il DTP consolidò la sua posizione alle elezioni locali del marzo 2009, ottenendo 2.339.729 preferenze e la guida di alcune importanti città delle province orientali, tra le quali Diyarbakır, Van e Hakkâri.

### Chiusura del partito
I risultati alle urne non furono sufficienti a far accettare il DTP come parte integrante del sistema politico. Spesso gli avversari accusarono il partito filo-curdo di rappresentare un'idea di nazionalismo etnico contraria all'interesse nazionale e di essere di fatto il braccio politico del Partito dei Lavoratori del Kurdistan (PKK), considerato in Turchia un'organizzazione terroristica.
Nel 2007, i presunti legami con il PKK vennero usati dal Procuratore capo della repubblica come motivazione per aprire un processo che portò alla messa al bando del partito. Il DTP venne chiuso l'11 dicembre 2009. I beni del partito furono confiscati dallo stato e 37 tra i membri fondatori furono allontanati dalla vita politica per cinque anni. I restanti si unirono al Partito della Pace e della Democrazia, fondato nel maggio 2008 proprio sulla scorta del fatto che il DTP potesse essere chiuso dalle autorità.

## Congressi
- I Congresso generale - Ankara, 25 giugno 2006.[senza fonte]
- I Congresso straordinario - Ankara, 28 febbraio 2007.[3]
- II Congresso straordinario - Ankara, 8 novembre 2007.[11]
- II Congresso generale - Ankara, 20 luglio 2008.[6]
- III Congresso straordinario - Ankara, 4 ottobre 2009.[12]